# Teologia transcendental
A teologia transcendental é uma abordagem metódica desenvolvida pela teologia católica em meados do século XX, sobretudo por Joseph Maréchal e Karl Rahner.

## Contexto
Entende-se transcendental como um método da reflexão do conhecimento intelectual transferido para a reflexão do ato de fé. Enquanto a filosofia transcendental, seguindo Immanuel Kant, pergunta sobre as condições de possibilidade do conhecimento intelectual puro, a teologia transcendental pergunta sobre as possíveis condições antropológicas da crença religiosa.

## Autores influenciados pela teologia transcendental
- Jacques Maritain
- Bernard Lonergan
- Reginald Garrigou-Lagrange
- Étienne Gilson
- Antonin-Gilbert Sertillanges